# SOUNDS OF STORY〜ASADA JIRO LIBRARY〜
『SOUNDS OF STORY〜ASADA JIRO LIBRARY〜』（サウンズ・オブ・ストーリー・アサダ・ジロウ・ライブラリー）は、2012年4月7日から2015年3月28日までJ-WAVEで放送されていたラジオ番組。提供はNTTドコモ。

## 概要
各界の著名人が「ストーリーテラー」となり、浅田次郎の短編集にある短編小説を朗読する。合間を名曲の数々で彩る。読書離れが進む若者をターゲットした番組で、この番組が本を手に取るきっかけとなればよいとプロデューサーは述べている。
サブキャラクターは、俳協(東京俳優生活協同組合)の声優が務める。
※阿井りんな、いずみ尚、岩尾万太郎、上田晴美、小泉まき、後藤真里奈、杉本ゆう、清和祐子、武虎、他
平成２４年日本民間放送連盟賞 ”JBA Awards 2012” 優秀賞

## 放送時間
- 土曜 20:00 - 21:00

## 朗読された作品が収録されている短編集
- 鉄道員
- 月のしずく
- 見知らぬ妻へ
- 霞町物語
- 薔薇盗人
- 姫椿
- 歩兵の本領
- 沙高樓綺譚
- 五郎治殿御始末
- 霧笛荘夜話
- お腹召しませ
- あやしうらめしあなかなし
- 月下の恋人
- 月島慕情
- 夕映え天使
- 草原からの使者―沙高樓綺譚